# Michigan Technological University
Michigan Technological University (MTU) är ett amerikanskt offentligt forskningsuniversitet som ligger i Houghton, Michigan och hade totalt 7 238 studenter (5 717 undergraduate students och 1 521 postgraduate students) för 2014.
Universitet grundades 1885 som Michigan Mining School och var enbart för studenter som ville arbeta som ingenjörer inom gruvdrift. 1897 blev man ett college och valde att bredda sitt utbud så det även innefattade andra yrkestitlar inom gruvdriften. 1925 började skolan att även erbjuda fler utbildningar i andra ämnen än just gruvdrift och två år senare valde man att byta namn till Michigan College of Mining and Technology. 1964 blev man officiellt ett universitet och fick då sitt nuvarande namn.
Universitet tävlar med 14 universitetslag i olika idrotter via deras idrottsförening Michigan Tech Huskies.

## Alumner
| Idrottare - Tom Bissett - Chris Conner - Tony Esposito - John Grisdale - Brian Halonen - Steve Jensen - Tanner Kero - Jujhar Khaira - Joel L'Esperance - Bob Lorimer - Jake Lucchini | - Randy McKay - Jim Nahrgang - Blake Pietila - Damian Rhodes - Matt Roy - Jarkko Ruutu - John Scott - Andy Sutton Kemister - Melvin Calvin |